# Collected Stories
Collected Stories és una obra de Donald Margulies que va ser representada al South Coast Repertory el 1996, i va ser presentada a Broadway el 2010. L'obra va ser finalista del Premi Pulitzer el 1997.

## Resum de l'argument
Ruth Steiner és una professora i respectada escriptora de contes breus. La seva alumna i protegida és Lisa Morrison. Al llarg de sis anys, Lisa passa d'estudiant insegur i escriptor d'èxit. Després de publicar una col·lecció de narracions ben rebuda, Lisa escriu una novel·la basada en l'aventura de Ruth amb el poeta Delmore Schwartz. Les dones tracten el dilema moral de si els esdeveniments de la vida d'una persona són idonis perquè una altra s'utilitzi en el seu propi procés creatiu.
Tot i que Delmore Schwartz va ser un poeta real i un escriptor de relats curts, els personatges de "Ruth Steiner" i "Lisa" són ambdós de ficció. Margulies, que ensenya dramatúrgia a la Universitat Yale, sap que "els mentors i els protegits existeixen a tot arreu".
Collected Stories es va inspirar en l'escàndol literari revelat a través de la famosa carta de Stephen Spender a The New York Times (4 de setembre de 1994), en què acusava al novel·lista nord-americà David Leavitt d'haver plagiat la novel·la World Within World de Stephen del 1951, especialment la seva "estructura literària, desenvolupament de personatges, diàleg i trama" a la seva novel·la de 1993, While England Sleeps.

## Història de la producció
L'obra va ser encarregada i estrenada a South Coast Repertory, Costa Mesa, Califòrnia, l'octubre de 1996, dirigida per Lisa Peterson. Els protagonistes eren Kandis Chappell com Ruth Steiner i Suzanne Cryer com Lisa Morrison. La producció va guanyar el Los Angeles Drama Critics Circle Award a la millor producció d'una obra i la millor obra original. L'obra va ser finalista del Premi Pulitzer (nominat l'abril de 1997).
El Manhattan Theatre Club va presentar l'obra Off-Broadway alt Manhattan Theatre Club Stage I del 20 de maig al 27 de juliol de 1997. Aquella producció, dirigida novament per Peterson, protagonitzat per Debra Messing com Lisa Morrison i Maria Tucci com Ruth Steiner. Va rebre la nominació al Drama Desk Award a la millor obra, i va ser finalista al Premi Dramatists Guild/Hull-Warriner a la millor obra. Després fou produïda al Off-Broadway Lucille Lortel Theatre, es van fer 232 representacions del 13 d'agost de 1998 fins al 29 de febrer de 1999. Dirigida per William Carden, fou protagonitzada per Uta Hagen com a Ruth i Lorca Simons com a Lisa.
Fou produïda a Los Angeles, al Geffen Playhouse, Westwood el maig de 1999, dirigida per Gil Cates i protagonitzada per Linda Lavin com Ruth i Samantha Mathis com Lisa. Va rebre el Los Angeles Ovation Award a la millor producció d'una obra.
L'estrena al West End va obrir el novembre de 1999 i va tancar el 5 de febrer de 2000 al Royal Haymarket Theatre amb Helen Mirren com Ruth i Anne-Marie Duff com Lisa i dirigit per Howard Davies.
Fou produïda per Shakespeare and Company, Lenox (Massachusetts) del 14 de juliol al 2 d'agost de 2001, amb Annette Miller i Christianna Nelson. A la cadena PBS es va emetre l'obra a "Hollywood Presents: Collected Stories", representada el 16 de gener de 2002, protagonitzada per Linda Lavin i Samantha Mathis.
L'obra fou representada a Broadway en una producció de compromís limitat pel Manhattan Theatre Club, amb previsualitzacions a partir del 9 d'abril de 2010, estrenant-se del 28 d'abril al juny de 2010. Aquesta producció fou protagonitzada per Linda Lavin i Sarah Paulson, dirigits per Lynn Meadow, disseny escènic de Santo Loquasto, disseny de vestuari de Jane Greenwood i disseny d'il·luminació de Natasha Katz.
El febrer de 2013, Music Makers Productions va produir una versió específica de l'espectacle a la llibreria Strand.

## Resposta
Ben Brantley, a la seva crítica del New York Times de la producció de 1998, va escriure "... el corrent emocional entre els intèrprets adquireix una vida elèctrica pròpia. Es troba menys atent al diàleg que al codi de gestos i inflexions vocals amb les quals aquestes dones representen la pujada i la caiguda d'una amistat ... potser us serà difícil recordar després que l'obra acabi qualsevol cosa específica que ha dit el personatge de la senyora Hagen, però no oblidareu la combinació d'orgull i vulnerabilitat que infon cada instant en escena. Recordareu la manera en què reté el cap per evitar vessar llàgrimes ... i, sobretot, la poesia elegíaca, la derrota i l'esperança de parts iguals, que la Sra. . Hagen comporta l'acte bàsic d'obrir i tancar una porta a l'escena final de l'obra."